# Comté de Cumberland (Nouvelle-Écosse)
Pour les articles homonymes, voir Comté de Cumberland.
Le comté de Cumberland est un comté de la Nouvelle-Écosse.

## Géographie

### Topographie
Le comté comprend plusieurs régions. Au nord-ouest, l'isthme de Chignectou relie les deux provinces de Nouvelle-Écosse et du Nouveau-Brunswick. Dans l'isthme se trouve le marais de Tantramar. Au sud du comté s'élèvent les monts Cumberland.

## Démographie
| 2001   | 2006   | 2011   | 2016   |
| ------ | ------ | ------ | ------ |
| 32 605 | 32 046 | 31 353 | 30 005 |

| 2021   | - | - | - |
| ------ | - | - | - |
| 30 538 | - | - | - |

## Administration
Le chef-lieu du comté de Cumberland est la ville d'Amherst. Le préfet est Keith Hunter. Le comté est subdivisé en 10 districts.

## Infrastructures et services
Le comté est desservi par les routes 2, 6, 104 et 142.

## Culture et patrimoine
Le comté compte de nombreux parcs. Il y a les parcs provinciaux d'Amherst Shores, de Cape Chignecto, de Fox Harbour, de Gulf Shore, d'Heather Beach, de Newville Lake, de Northport Beach, de Shinimicas, de Tidnish Dock et de Wentworth. Il y a également l'aire sauvage de Chignecto et les réserves nationales de faune d'Amherst, de Chignecto et de Wallace Bay. Les falaises fossilifères de Joggins sont un site du patrimoine mondial de l'UNESCO.